# Rue Joseph Brand
Pour les articles homonymes, voir Joseph et Brand.
La rue Joseph Brand (en néerlandais : Joseph Brandstraat) est une rue bruxelloise de la commune de Schaerbeek qui va de la chaussée de Haecht à l'avenue Louis Bertrand en passant par la rue Ernest Laude et le carrefour place de Houffalize formé par la rue Vogler et la rue Ernest Discailles.

## Histoire et description
Elle porte le nom d'un homme politique belge, Joseph Brand, né à Bruxelles le 7 mai 1832 et décédé à Saint-Josse-ten-Noode le 10 mars 1907.
La numérotation des habitations va de 1 à 73 pour le côté impair et de 2 à 88 pour le côté pair.

## Adresses notables
- no 2 : Amy Car
- no 18 : Maison du Foyer Schaerbeekois
- no 72 : Mircka Construct
- no 106 : HasMetal

## Voies d'accès
- arrêt Herman du bus 59
- arrêt Église Saint-Servais ou Pogge du tram 92